# أثينا راتشيل تسنجاري
أثينا راتشيل تسنجاري (باليونانية: Αθηνά Τσαγγάρη)‏ هي منتجة أفلام وكاتبة سيناريو ومخرجة وممثلة يونانية، ولدت في 2 أبريل 1966 بأثينا في اليونان.

## أعمال

### أفلام
- (2013) قبل منتصف الليل[7]

## وصلات خارجية
- أثينا راتشيل تسنجاري على موقع IMDb (الإنجليزية)
- أثينا راتشيل تسنجاري على موقع قاعدة بيانات الأفلام العربية
- أثينا راتشيل تسنجاري على موقع ألو سيني (الفرنسية)
- أثينا راتشيل تسنجاري على موقع ألو سيني (الفرنسية)
- أثينا راتشيل تسنجاري على موقع ميوزك برينز (الإنجليزية)
- أثينا راتشيل تسنجاري على موقع أول موفي (الإنجليزية)
- أثينا راتشيل تسنجاري على موقع قاعدة بيانات الأفلام السويدية (السويدية)
- أثينا راتشيل تسنجاري على موقع ديسكوغز (الإنجليزية)
- أثينا راتشيل تسنجاري على موقع قاعدة بيانات الفيلم (الإنجليزية)
- أثينا راتشيل تسنجاري على موقع كينوبويسك (الروسية)